# Изола - Бора (Кунео)
Изола - Бора је насеље у Италији у округу Кунео, региону Пијемонт.
Према процени из 2011. у насељу је живело 13 становника. Насеље се налази на надморској висини од 403 м.